# Monastero di San Francesco
Il monastero di San Francesco, assieme alla sua chiesa è un ex edificio ecclesiastico di Bobbio in provincia di Piacenza.
Esso sorge vicino alla borgata di Corgnate (ant. Codognarum).
La facciata della chiesa si apre nell'omonima piazza San Francesco.

## Storia
Il monastero di San Francesco e la chiesa vennero costruiti attorno al 1230.
In un documento del 1756  si cita l'antica esistenza di una chiesa e di un piccolo monastero con una cella-dormitorio occupata dallo stesso san Francesco. Quella che senza documentazione storica esatta è tradizionalmente ricordata come il "passaggio di san Francesco d'Assisi a Bobbio", potrebbe rivelarsi meno fantasiosa stando l'effettivo compimento di un viaggio del santo nel nord'italia fra il 1210-12.
I lavori terminarono nel 1233. Nel 1436 sorgerà sempre nella cittadina su proprietà francescana anche il monastero di Santa Chiara, oggi sede comunale, e l'ospedale di San Lazzaro distrutto nel 1472.
Il complesso monastico era circondato da possenti mura, abbattute nel 1800 dopo la soppressione monastica.
Nel XV secolo il monastero, rimasto fino all'ora autonomo, passò alla congregazione dei  frati minori di Bologna.
Nel 1710 la chiesa subì notevoli modifiche e venne riconsacrata nel 1722.
Nel 1783 vi è il passaggio ai  frati minori di Torino.
L'edificio monastico venne occupato dai napoleonici nel 1802, cacciati violentemente i monaci francescani, la chiesa subì notevoli modifiche divenendo magazzino.
Successivamente il marchese Malaspina acquisì l'intero complesso, che sarà ristrutturato, assieme alle pertinenze terriere.
Vi è attualmente un progetto di recupero architettonico privato per la parte monastica, mentre la chiesa è stata donata dai proprietari al comune.
Per la chiesa vi attualmente un progetto di recupero architettonico e trasformazione in auditorium cittadino.

## Descrizione del monastero

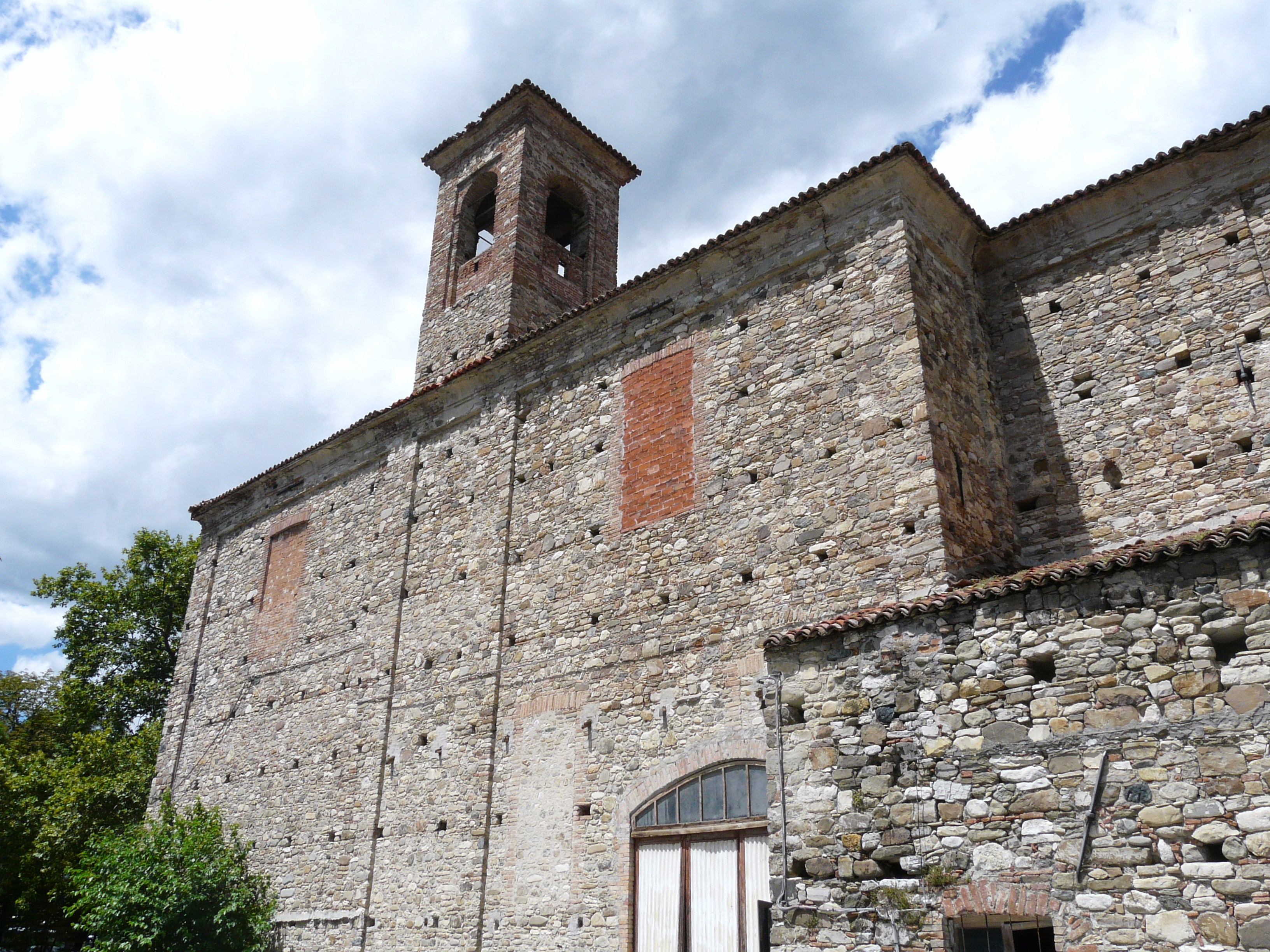
La struttura del monastero

Il complesso del monastero è di difficile lettura, specie l'adiacente chiesa.
La facciata della  chiesa è in stile romanico, ma le modifiche del XIX secolo ne hanno snaturato l'opera.
L'interno è ad una sola navata con decorazioni barocche ed affreschi, l'abside è semicircolare.
Accanto alla chiesa sul lato settentrionale, due arcate ed un cancello immettono al giardino e frutteto esterni ed al monastero.
Il complesso monastico è disposto su due piani con al centro una grossa torre campanaria quadrata, all'interno vi sono due chiostri del XV secolo.
Il  primo chiostro con al centro il giardinetto è formato da un porticato su due piani con tre lati sostenuti da tozzi pilastri che sorreggono quattro campate per lato coperte da volte a crociera; al di sopra vi è una loggia con copertura lignea con colonnine a capitelli medioevali.
Il  secondo chiostro è adiacente alla chiesa e porta all'antico  refettorio dei frati francescani in cui vi è un affresco raffigurante la Crocifissione, da esso si può accedere all'orto monastico.
Dietro la chiesa, al lato sud verso il Trebbia, vi era il Foro Boario sede dell'antica fiera di Bobbio e dove si svolgeva il mercato del bestiame fino ad alcuni decenni fa. Attualmente nella stessa area ha trovato collocazione il grande parcheggio pubblico e gratuito su più piani ed anche sotterraneo.